# Corpus Christi, Texas
Corpus Christi är en stad i södra Texas i USA. Staden har 285 175 invånare i staden och 431 741 invånare i storstadsområdet (2006). Corpus Christi är administrativ huvudort (county seat) i Nueces County. Ortnamnet betyder "Kristi kropp" på latin och gavs baserat på den katolska helgdag det var då platsen upptäcktes av spanjorerna.
Corpus Christi har en flygplats som heter Corpus Christi International Airport. I staden ligger arenan American Bank Center, som arrangerar olika sportevenemang och konserter. 

## Kända personer födda i Corpus Christi
- Kevin Abstract
- Farrah Fawcett
- Vicente Gonzalez
- Bobby Julich
- Brian Leetch
- Eva Longoria

## Klimat
Corpus Christi har ett fuktigt subtropiskt klimat, med varma somrar och korta, milda vintrar. Rekord när det gäller snöfall var i december 2004 då det kom 11 cm snö.

### Fotnoter
1. ↑  ”US Census change list”. Census.gov. 7 januari 2009. Arkiverad från originalet den 6 februari 2006. https://web.archive.org/web/20060206063031/http://www.census.gov/popest/geographic/boundary_changes/index.html. Läst 22 maj 2010.